# Рановац
Рановац је насеље у Србији у општини Петровац на Млави у Браничевском округу. Према попису из 2022. било је 1167 становника.
Овде се налази Црква Светих Петра и Павла у Рановцу.

## Демографија
У насељу Рановац живи 1465 пунолетних становника, а просечна старост становништва износи 46,1 година (44,2 код мушкараца и 47,9 код жена). У насељу има 588 домаћинстава, а просечан број чланова по домаћинству је 2,99.
Становништво у овом насељу веома је нехомогено, а у последња три пописа, примећен је пад у броју становника.
|  |

| Демографија | Демографија | Демографија |
| Година      | Становника  | Становника  |
| ----------- | ----------- | ----------- |
| 1948.       | 3.367       |             |
| 1953.       | 3.448       |             |
| 1961.       | 3.426       |             |
| 1971.       | 3.212       |             |
| 1981.       | 3.038       |             |
| 1991.       | 2.787       | 2.225       |
| 2002.       | 1.779       | 2.542       |
| 2011.       | 1.559       |             |

| Етнички састав према попису из 2002.‍ | Етнички састав према попису из 2002.‍ | Етнички састав према попису из 2002.‍ | Етнички састав према попису из 2002.‍ | Етнички састав према попису из 2002.‍ |
| ------------------------------------ | ------------------------------------ | ------------------------------------ | ------------------------------------ | ------------------------------------ |
|                                      |                                      |                                      |                                      |                                      |
| Срби                                 | Срби                                 |                                      | 1.098                                | 61,72%                               |
| Власи                                | Власи                                |                                      | 513                                  | 28,83%                               |
| Румуни                               | Румуни                               |                                      | 56                                   | 3,14%                                |
| Југословени                          | Југословени                          |                                      | 16                                   | 0,89%                                |
| Хрвати                               | Хрвати                               |                                      | 4                                    | 0,22%                                |
| Руси                                 | Руси                                 |                                      | 1                                    | 0,05%                                |
| непознато                            | непознато                            |                                      | 33                                   | 1,85%                                |

| Година пописа     | 1948. | 1953. | 1961. | 1971. | 1981. | 1991. | 2002. |
| ----------------- | ----- | ----- | ----- | ----- | ----- | ----- | ----- |
| Број домаћинстава | 826   | 841   | 898   | 858   | 776   | 689   | 588   |

| Број чланова      | 1   | 2   | 3  | 4  | 5  | 6  | 7  | 8 | 9 | 10 и више | Просек |
| ----------------- | --- | --- | -- | -- | -- | -- | -- | - | - | --------- | ------ |
| Број домаћинстава | 147 | 147 | 85 | 84 | 58 | 43 | 14 | 8 | 2 | 0         | 2,99   |

| Пол    | Укупно | Неожењен/Неудата | Ожењен/Удата | Удовац/Удовица | Разведен/Разведена | Непознато |
| ------ | ------ | ---------------- | ------------ | -------------- | ------------------ | --------- |
| Мушки  | 733    | 165              | 453          | 85             | 30                 | 0         |
| Женски | 782    | 93               | 442          | 206            | 40                 | 1         |
| УКУПНО | 1.515  | 258              | 895          | 291            | 70                 | 1         |

| Пол    | Укупно                    | Пољопривреда, лов и шумарство | Рибарство                            | Вађење руде и камена | Прерађивачка индустрија       |
| ------ | ------------------------- | ----------------------------- | ------------------------------------ | -------------------- | ----------------------------- |
| Мушки  | 503                       | 445                           | 0                                    | 0                    | 7                             |
| Женски | 484                       | 452                           | 0                                    | 0                    | 2                             |
| УКУПНО | 987                       | 897                           | 0                                    | 0                    | 9                             |
| Пол    | Производња и снабдевање   | Грађевинарство                | Трговина                             | Хотели и ресторани   | Саобраћај, складиштење и везе |
| Мушки  | 1                         | 7                             | 9                                    | 3                    | 12                            |
| Женски | 0                         | 1                             | 2                                    | 1                    | 1                             |
| УКУПНО | 1                         | 8                             | 11                                   | 4                    | 13                            |
| Пол    | Финансијско посредовање   | Некретнине                    | Државна управа и одбрана             | Образовање           | Здравствени и социјални рад   |
| Мушки  | 0                         | 2                             | 6                                    | 2                    | 0                             |
| Женски | 0                         | 1                             | 0                                    | 6                    | 5                             |
| УКУПНО | 0                         | 3                             | 6                                    | 8                    | 5                             |
| Пол    | Остале услужне активности | Приватна домаћинства          | Екстериторијалне организације и тела | Непознато            | Непознато                     |
| Мушки  | 1                         | 0                             | 0                                    | 8                    | 8                             |
| Женски | 1                         | 2                             | 0                                    | 10                   | 10                            |
| УКУПНО | 2                         | 2                             | 0                                    | 18                   | 18                            |